# ТЕС Вадодара
22°22′34″ пн. ш. 73°6′5″ сх. д. / 22.37611° пн. ш. 73.10139° сх. д.
ТЕС Вадодара (Барода) – теплова електростанція на заході Індії у штаті Гуджарат.
В 1992 році на майданчику станції став до ладу перший блок комбінованого парогазового циклу потужністю 145 МВт. Встановлені у ньому три газові турбіни потужністю по 32 МВт живлять через відповідну кількість котлів-утилізаторів одну парову турбіну з показником 49 МВт.
В 1997-му запустили другий блок комбінованого парогазового циклу потужністю 165 МВт, в якому одна газова турбіна з показником 111 МВт живить через котел-утилізатор одну парову турбіну з показником 54 МВт.
Певний час електростанція працювала на нафтопродуктах, проте в подальшому була переведена на природний газ, який подається до неї через перемички від трубопроводів Хазіра/Дахедж – Віджайпур та Бхедбут – Мехсана.